# Эдуард, герцог Фитцджеймс
Эдуард, 5-й герцог Фитцджеймс (фр. Édouard de Fitz-James;  10 января 1776 года, Версаль — 11 ноября 1838 года, замок Quevillon, Приморская Сена) — французский аристократ из семьи Фитцджеймсов, правнук 1-го герцога Бервик.

## Биография
Сын Jacques Charles de Fitz-James (1743—1805). В 1789 году вместе с семьей покинул Францию; очень молодым поступил в эмигрантский легион принца Конде, затем поселился в Англии.
Во время консульства вернулся во Францию, но держался в стороне от правительства Наполеона; только перед самым падением последнего поступил в национальную гвардию; при приближении союзников к Парижу он поспешно покинул её, убедив к тому же и многих из своих товарищей.
Правительство Реставрации наградило его за эту измену, сделав его полковником национальной гвардии, адъютантом графа Артуа и пэром Франции. Во все время реставрации Фитцджеймс был одним из крайних представителей реакции. В палате пэров он энергично настаивал на осуждении маршала Нея; позже поддерживал министерство Виллеля. Тем не менее после Июльской революции он присягнул Луи-Филиппу.
В 1832 году он был на короткое время арестован по обвинению в участии в предпринятой герцогиней Беррийской попытке вызвать восстание в Вандее. По освобождении вновь занял своё место в палате пэров, в которой являлся вождем легитимистской оппозиции; арест придал значительную дозу горечи и раздражения его речам.
Протестовал против отмены наследственного пэрства, а когда она состоялась, сложил с себя звание пэра; после этого был выбран в палату депутатов (1834), где вместе с Берье был одним из самых даровитых ораторов непримиримого легитимизма.